# Lystrozaur
Lystrozaur (Lystrosaurus) – bardzo szeroko rozprzestrzeniony terapsyd z wczesnego triasu, żyjący 251–248 milionów lat temu.
Jego nazwa „łopaciasty jaszczur” nawiązuje do wyrastającej z górnej szczęki pary kłów, w które prawdopodobnie zaopatrzone były samce grupy Dicynodontia, do której należał lystrozaur.

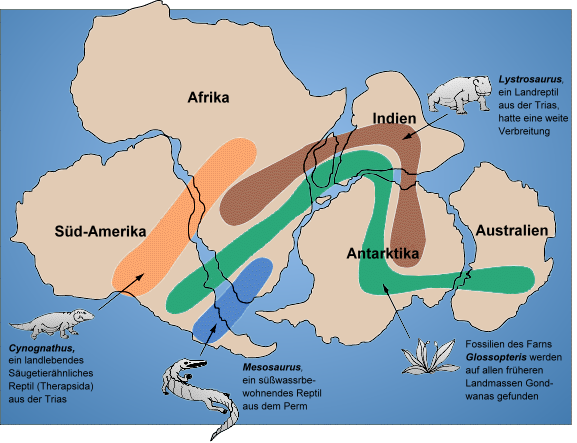
Występowanie Lystrosaurus (brązowe) na superkontynencie Gondwana

Było to zwierzę roślinożerne, wielkości świni (przeciętna długość – 1 m). Miał krótki, baryłkowaty tułów i krępe kończyny. Żył w stadach.
Początkowo myślano, że lystrozaury odznaczały się ziemno-wodnym trybem życia, jak współczesne hipopotamy. Jednak później odkryto, że zamieszkiwały pustynne tereny charakterystyczne dla wczesnego triasu.
Szczątki lystrozaura odnajdywane są na terenach Ameryki Południowej, Indii i Antarktydy, wchodzących w owym czasie w skład superkontynentu Gondwana. Od niedawna naukowcy dysponują poza tym skamieniałościami zwierzęcia z takich krajów jak Rosja czy Mongolia.
Lystrozaur miał beczułkowatą klatkę piersiową, żeby zmieścić zwiększone objętościowo płuca. Mógł mieć też umięśnioną przeponę, żeby efektywniej pompować powietrze oraz serce z czterema komorami, żeby zwiększyć wydajność krążenia krwi. Te przystosowania powstały jako odpowiedź na zmniejszone stężenia tlenu w atmosferze w okresie permu i triasu.

## Paleoekologia
Lystrosaurus jest znany z powodu szerokiego rozpowszechnienia w południowej części Pangaei, przez miliony lat, we wczesnym triasie. Co najmniej jeden niezidentyfikowany gatunek tego rodzaju przetrwał masowe wymieranie pod koniec permu i przy braku drapieżników i roślinożernych konkurentów rozwijał się i wtórnie wyodrębnił się tworząc szereg gatunków, stając się najbardziej rozpowszechnioną grupą kręgowców lądowych we wczesnym triasie; przez pewien czas 95% kręgowców lądowych stanowiły Lystrosaurusy. Taki rodzaj dominacji jednego rodzaju zwierząt na Ziemi nie ma analogii w żadnym innym okresie. Kilka innych permskich rodzajów terapsydów również przetrwało masowe wymieranie i pojawia się w skałach triasowych – terocefale Tetracynodon, Moschorhinus, Ictidosuchoides i Promoschorhynchus, ale nie wydaje się, by były one liczne w triasie; całkowita odbudowa ekologiczna trwała 30 milionów lat, obejmując wczesny i środkowy trias.

## W kulturze masowej
Lystrozaury pojawiły się w odcinku serialu Zanim przywędrowały dinozaury.